# L'Odyssée de Pi
Cet article concerne le film. Pour le roman, voir L'Histoire de Pi.
Pour plus de détails, voir Fiche technique et Distribution.
L'Odyssée de Pi ou L'Histoire de Pi au Québec (Life of Pi) est un film américano-britannico-canado-taïwanais réalisé par Ang Lee et sorti en 2012.
Il est adapté du roman à succès L'Histoire de Pi de Yann Martel,.
Il a été nommé à onze Oscars dont celui du meilleur film en 2013. Il fut le film le plus récompensé lors de la cérémonie avec quatre Oscars dont celui du meilleur réalisateur pour Ang Lee.

## Synopsis
Au Canada, l'écrivain Yann Martel écoute les confessions d'un Indien qui lui raconte l'histoire extraordinaire qu'il a vécue lorsqu'il était adolescent. Cet homme s'appelle Piscine-Molitor Patel. Son prénom est un hommage à la piscine Molitor à Paris, dans laquelle nageait jadis son père, directeur d'un parc zoologique à Pondichéry. Durant son enfance, Piscine, qui était le souffre-douleur de son école à cause de son prénom, a décidé de prendre le nom de « Pi ».
Sa famille, ne pouvant plus garder le zoo, décide de déménager à Winnipeg au Canada et de vendre les animaux. Pour ce faire, ils embarquent à bord d'un cargo pour traverser l'océan Pacifique, mais celui-ci est pris dans une tempête. Pi se retrouve alors à la dérive dans l'océan à bord d'un canot de sauvetage accompagné d'un zèbre, d'une hyène, d'un orang-outan, d'un rat et d'un tigre du Bengale appelé Richard Parker. La hyène, agressive, tue le zèbre, puis l'orang-outan. À son réveil, le tigre tue la hyène. Seul à bord avec Richard Parker, Pi va tout faire pour essayer de survivre mais aussi de s'entendre avec l'animal.
Après plusieurs semaines de traversée, ils arrivent sur une île flottante. C'est une jungle luxuriante de plantes comestibles, de bassins d'eau douce avec une importante population de suricates. L'île permet à Pi et Richard Parker de manger, de boire et de reprendre des forces mais la nuit, elle se transforme et devient hostile. Richard Parker se retire dans le canot de sauvetage pendant que Pi et les suricates dorment dans les arbres car l'eau des mares devient acide. Après avoir trouvé une dent humaine dans une fleur, Pi en déduit que l'île est carnivore. Il décide de repartir en compagnie de Richard Parker.
Quelques semaines plus tard, Pi et Richard Parker atteignent enfin la côte mexicaine. Le tigre quitte le bateau et retourne à la vie sauvage, sans un regard pour Pi.

## Fiche technique
Sauf indication contraire, les informations mentionnées dans cette section peuvent être confirmées par la base de données cinématographiques IMDb,  présente dans la section « Liens externes ».
- Titre original : Life of Pi
- Titre français : L'Odyssée de Pi
- Titre québécois : L'Histoire de Pi
- Réalisation : Ang Lee
- Scénario : David Magee, d'après L'Histoire de Pi de Yann Martel
- Direction artistique : David Gropman
- Décors : Dan Webster
- Costumes : Arjun Bhasin
- Photographie : Claudio Miranda
- Son : Philip Stockton
- Montage : Tim Squyres
- Musique : Mychael Danna
- Production : Ang Lee, Gil Netter et David Womark
- Sociétés de production : Rhythm & Hues, Fox 2000 Pictures
- Société de distribution : Fox 2000 Pictures, 20th Century Fox (France)
- Budget : 100 millions USD[3]
- Pays de production :  États-Unis |  Royaume-Uni |  Taïwan |  Canada
- Langues originales : anglais, français, tamoul, japonais, hindi, chinois
- Format : couleur — 35 mm — 1.85:1 (et ratio 2.35:1 ainsi que 1.37:1 pour certaines séquences en 3D) — Dolby numérique
- Genre : aventures, drame
- Durée : 125 minutes
- Dates de sortie : 
  - États-Unis : 21 novembre 2012
  - France : 19 décembre 2012
- Classification :
  - PG - Parental Guidance Suggested aux États-Unis
  - Tous publics en France, mais déconseillé aux moins de 10 ans à la télévision

## Distribution

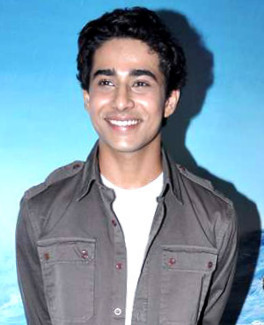
Suraj Sharma à la conférence de presse donnée à New Delhi, en novembre 2012.

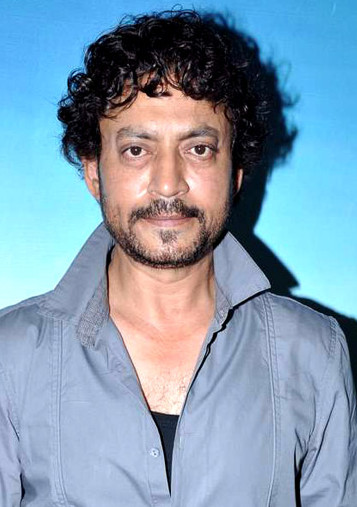
Irrfan Khan à la conférence de presse donnée à New Delhi, en novembre 2012.

- Suraj Sharma (VF : Sonny Thongsamouth ; VQ : Xavier Dolan) : Piscine Molitor « Pi » Patel, adolescent
- Irrfan Khan (VF : Simon Abkarian ; VQ : Gilbert Lachance) : Pi Patel, adulte
- Ayush Tandon : (VF : Valentin Cherbuy ; VQ : Nicolas DePassillé-Scott) : Pi Patel, enfant
- Tabu (VF : Nirupama Nityanandan ; VQ : Rose-Maïté Erkoreka) : Gita Patel, la mère de Pi
- Adil Hussain (VF : Frantz Confiac ; VQ : Daniel Picard) : Santosh Patel, le père de Pi
- Ayan Khan (VQ : Samuel Jacques) : Ravi Patel, le frère de Pi, enfant
- Vibish Sivakumar (VQ : Jean-Philippe Baril Guérard) : Ravi, adolescent
- Rafe Spall (VF : Alexis Victor ; VQ : Patrice Dubois) : Yann Martel, l'écrivain
- Gérard Depardieu (VF et VQ : lui-même) : le chef de cuisine
- James Saito (VQ : Marc Bellier) : l'assureur
- Jun Naito : le jeune assureur
- Andrea Di Stefano (VF : Bernard Gabay) : le prêtre
- Raj Patel : le fils de Pi
- Elie Alouf (VF : Thierry Desroses) : Mamaji, l'oncle de Pi

Sources et légendes : version française (VF) sur AlloDoublage et version québécoise (VQ) sur Doublage.qc.ca

## Production

### Développement
Jean-Pierre Jeunet a longtemps été attaché au projet comme réalisateur. Mais faute d'entente avec Fox 2000 Pictures, il a dû quitter le projet. Il raconte en détail son expérience sur son site officiel.

### Attribution des rôles
Gérard Depardieu a un tout petit rôle dans le film, qui est plutôt à rapprocher d'un caméo.
Les scènes dans lesquelles apparaît Tobey Maguire ont été coupées au montage.

### Effets visuels
Le film est produit dans une version 3D. La majorité des scènes utilisent un tigre entièrement produit en images de synthèse,.
Comme beaucoup de ses concurrents à l'époque (notamment Digital Domain, Matte World Digital, Fuel VFX et Pixomondo), la société Rhythm and Hues Studios (en) a déposé le bilan et licencié plus de 250 employés douze jours avant de recevoir l'Oscar des meilleurs effets visuels pour L'Odyssée de Pi lors de la 85e cérémonie des Oscars,. En marge de la cérémonie, environ 500 employés du secteur ont défilé en clamant « I want a piece of the Pi too » (« Je veux aussi ma part du gâteau ») et un avion a survolé le cortège de la cérémonie avec une bannière exhortant à la création d'un syndicat permettant de réguler le secteur.

## Distinctions
Sauf indication contraire, les informations mentionnées dans cette section peuvent être confirmées par la base de données cinématographiques IMDb,  présente dans la section « Liens externes ».

### Récompenses

#### En 2012
- Dallas-Fort Worth Film Critics Association Awards 2012 : Meilleure photographie
- Florida Film Critics Circle Awards 2012 : Meilleurs effets visuels
- Kansas City Film Critics Circle Awards 2012 : Meilleur réalisateur
- Las Vegas Film Critics Society Awards 2012 :
  - Meilleur film
  - Meilleur réalisateur pour Ang Lee
  - Meilleure photographie
  - Meilleurs effets visuels
  - Meilleure musique de film
  - Meilleur enfant dans un film pour Suraj Sharma
- Nevada Film Critics Society Awards 2012 :
  - Meilleure photographie
  - Meilleurs effets visuels
- New York Film Critics Online Awards 2012 : Meilleure photographie
- Phoenix Film Critics Society Awards 2012 :
  - Meilleure photographie
  - Meilleurs effets visuels
  - Meilleur film de famille
- San Diego Film Critics Society Awards 2012 : Meilleure photographie
- Satellite Awards 2012 :
  - Meilleur scénario adapté
  - Meilleure photographie
- Southeastern Film Critics Association Awards 2012 : Meilleure photographie
- St. Louis Film Critics Association Awards 2012 : Meilleurs effets visuels
- Washington DC Area Film Critics Association Awards 2012 : Meilleure photographie

#### En 2013
- BAFTA 2013 :
  - Meilleure photographie
  - Meilleurs effets visuels
- Critics' Choice Movie Awards 2013 :
  - Meilleure photographie
  - Meilleurs effets visuels
- EDA Awards 2013 : Meilleure photographie
- Golden Globes 2013 : Meilleure musique de film
- International Film Music Critics Association Awards 2013 : Musique de l'année
- London Film Critics Circle Awards 2013 :
  - Réalisateur de l'année
  - Réussite technique
- Motion Picture Sound Editors Awards 2013 :
  - Meilleur montage son de la musique de film
  - Meilleur montage son de dialogue
- Oscars 2013 :
  - Meilleur réalisateur
  - Meilleure photographie
  - Meilleure musique de film
  - Meilleurs effets visuels

### Nominations
- David di Donatello 2013 : Meilleur film étranger
- Golden Globes 2013 :
  - Meilleur film dramatique
  - Meilleur réalisateur
- Oscars 2013 :
  - Meilleur film
  - Meilleur scénario adapté
  - Meilleurs décors
  - Meilleur montage de son
  - Meilleur mixage de son
  - Meilleure chanson originale